# Randegan Wetan
Randegan Wetan is een bestuurslaag in het regentschap Majalengka van de provincie West-Java, Indonesië. Randegan Wetan telt 3139 inwoners (volkstelling 2010).